# Instituto Pedro Mata

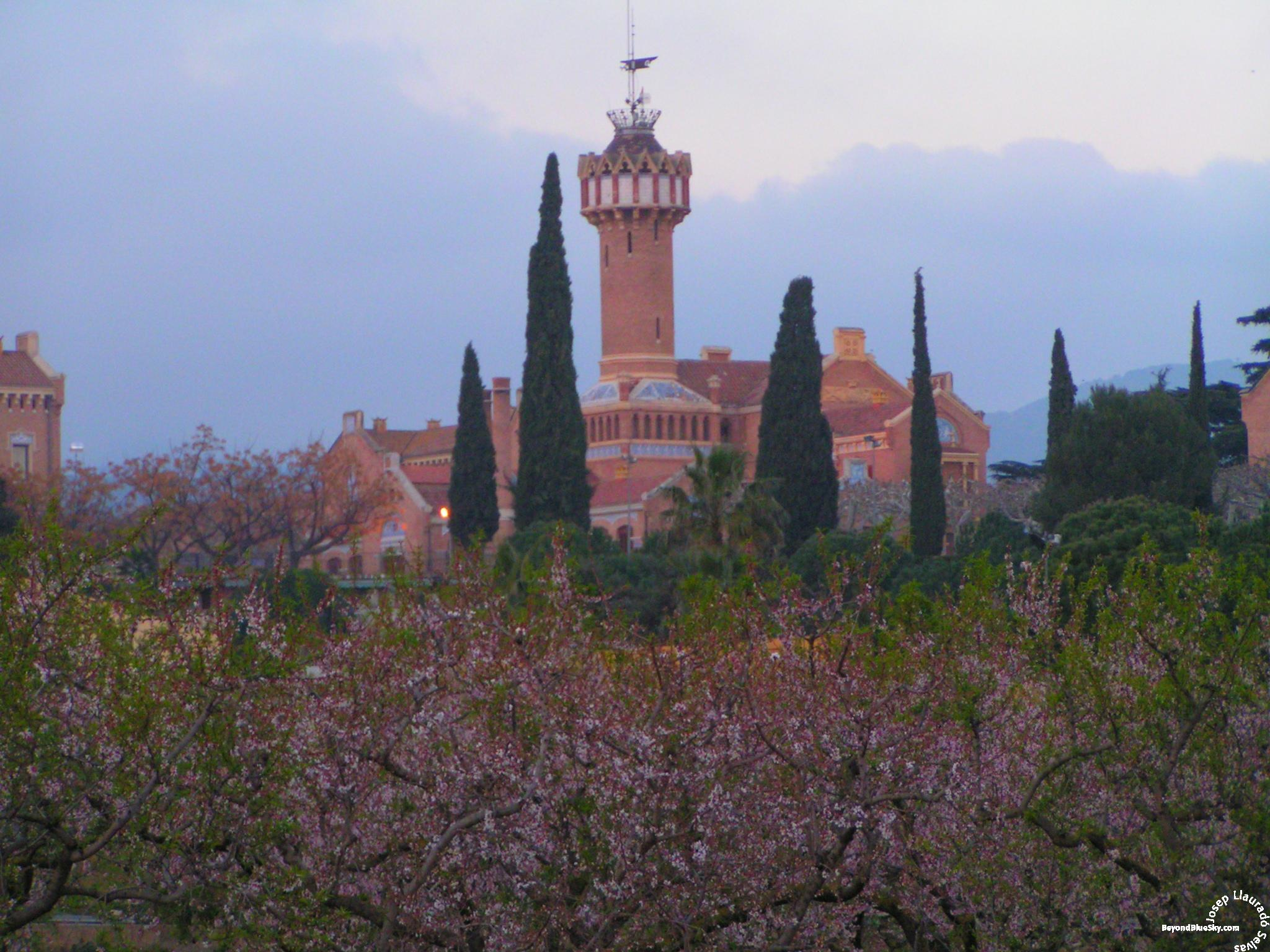
Instituto Pedro Mata.

El Instituto Pedro Mata (Institut Pere Mata, en catalán) es  un hospital psiquiátrico en Reus, (Provincia de Tarragona, España). El edificio fue diseñado por el arquitecto modernista catalán Lluís Domènech i Montaner. El hospital precede al Hospital de la Santa Cruz y San Pablo de Barcelona y posee una estructura similar. Lluís Domènech i Montaner siguió la estructura de edificios diferentes para diferentes especialidades.
El proceso de construcción del edificio tuvo lugar de 1897 a 1912.
El nombre es un homenaje al médico Pedro Mata Fontanet. El conjunto arquitectónico modernista está catalogado como Bien Cultural de Interés Local y, específicamente, el pabellón de los Distinguidos es un Bien Cultural de Interés Nacional desde el 2013.
Actualmente el edificio todavía es utilizado como hospital psiquiátrico, pero uno de los pabellones no está provisto para uso médico y puede ser visitado.

## Historia
A finales del siglo XIX el doctor reusense Emili Briansó Planes, que había accedido al cargo de médico forense, entró en contacto con los enfermos mentales de Ca l'Hostoles, una institución sin condiciones higiénicas ni terapéuticas, situada en el núcleo urbano. Propuso la construcción de un nuevo centro que reuniera las condiciones necesarias y convenció a diferentes prohombres de constituir la Sociedad Manicomio de Reus, que agrupó a 35 comerciantes, profesionales liberales, propietarios e industriales. El presidente del primer consejo de administración fue Pau Font de Rubinat (importante intelectual catalanista reusense, abogado y bibliófilo), que por su conocimiento de Lluís Domènech i Montaner, al que le unían las mismas ideas políticas de la Unió Catalanista, hizo que asumiera el proyecto como arquitecto de la obra, considerada como el precedente del Hospital de Sant Pau de Barcelona.
Domènech i Montaner siguió las nuevas líneas de tratamiento de enfermos mentales y diseñó un complejo hospitalario articulado siguiendo un esquema de pabellones que más tarde aplicaría al Hospital de Sant Pau. En el mes de junio de 1897 entregó el plano general del centro formado por 11 pabellones principales separados por amplios jardines, de los cuales los que iban destinados al tratamiento de enfermos se distribuían en tres conceptos: el tipo de enfermedad, la clase social y el sexo. Además, se preveía la construcción de una gran capilla y edificios complementarios. La construcción del Instituto Pedro Mata se comenzó en abril de 1898 con los pabellones de Servicios Generales, Beneficencia y Tercera Clase. El 1 de marzo de 1900 se abrió oficialmente el centro.

## Descripción
El edificio aún se utiliza como hospital psiquiátrico y también para consultas psiquiátricas de la seguridad social. Se accede por una pequeña carretera desde la carretera de Alcolea del Pinar que va de Reus a Falset. El conjunto dispone de un amplio dominio de unas 20 hectáreas. Muy cerca se sitúan las Parcelas Pelai (Reus) y no muy lejos el lugar conocido como Boca de la Mina con los depósitos de agua de la ciudad.
El centro es operador de servicios de salud mental y gestiona una amplia red de dispositivos de titularidad pública: desde los servicios especializados de la red ambulatoria para adultos y para niños y jóvenes de menos de 18 años hasta los recursos de hospitalización y otros de especialidades.
Hay un conjunto de elementos que se han mantenido en la construcción de todo el complejo del Instituto Pedro Mata que han conseguido que tenga una imagen unitaria: los edificios han sido construidos con fachadas de obra vista sobre un zócalo de piedra. Las cubiertas son mayoritariamente a doble vertiente con tejas árabes. Los enmarcados de puertas y ventanas son de piedra caliza y se usan aplicaciones de cerámica esmaltada blanca y azul para decorar las fachadas. Algunos detalles indican que desde el comienzo se tuvo presente la calidad de vida de los internos: por ejemplo, el muro que rodea el recinto se construyó derrumbado en una fosa para que no impidiera la visión del paisaje de los jardines pero garantizando el aislamiento de los enfermos.
Conjuntamente con la labor propiamente asistencial, desde 1983 esta organización ha desarrollado una muy importante actuación relacionada con la docencia, la formación y la investigación, de manera que el Instituto Pedro Mata no entiende hoy su existencia sin esta estrategia sólida de futuro que se basa en la asistencia, la docencia y la investigación. Es por ello que el Instituto Pedro Mata es un hospital universitario con unidad docente de la Facultad de Medicina y Cirugía de la Universidad Rovira i Virgili (URV), en el que se imparte tanto formación de pregrado (prácticas de psiquiatría, enfermería...), como de posgrado (máster de salud mental: investigación en psiquiatría, neurotoxicología y psicofarmacología, y programas de doctorado).
El Hospital Universitario está acreditado por el Ministerio de Sanidad y Política Social para formar médicos, psicólogos y enfermeros residentes. Por otro lado, en los objetivos principales del Hospital Psiquiátrico Universitario Instituto Pedro Mata está también la investigación. Todos los técnicos del Instituto están convencidos de que la mejor forma de mantener una actualización profesional es participar activamente en tareas de investigación. Por este motivo se realizan trabajos de investigación básica, clínica y epidemiológica que han sido financiados en convocatorias públicas (Ministerio de Sanidad y Política Social; Instituto Nacional de Consumo; Ministerio de Ciencia e Innovación; Departamento de Innovación, Universidades y Empresa de la Generalidad de Cataluña; Fundación La Marató de TV3; Genoma España...) o que se financian con recursos propios de la institución.
El Gobierno de Cataluña le otorgó la Creu de Sant Jordi en 2014 «por el valioso servicio prestado en los ámbitos de la salud mental, la discapacidad intelectual y la atención a las personas mayores, así como en el conjunto de la obra social de las fundaciones vinculadas».

### Pabellón de Servicios Generales
Pabellón con planta en forma de H, situado en el centro del proyecto del Instituto, que debía quedar alineado con la iglesia que no se construyó y habría marcado el eje de simetría del plan general. Originalmente destinado a los servicios generales, la cocina, la despensa, la farmacia, los lavaderos... pero desde un principio se situaron los servicios de administración, función que aún hace actualmente. Este edificio de tres plantas, tenía en la primera y segunda planta la vivienda del director del centro. En la fachada principal hay un gran ángel protector de piedra, obra, según los contemporáneos, de Eusebio Arnau. Incluye la torre del depósito del agua, que es una de las imágenes más características del Instituto. Las fachadas combinan la mampostería, la obra vista, los detalles de piedra, y la cerámica vidriada, diseñada por Luis Bru. Los interiores, muy reformados, conservan parte de los mosaicos originales y algunos cierres de vidrieras en lo que fue la vivienda del doctor Briansó.

### Pabellón número 6 o Pabellón de los Distinguidos
Es, sin lugar a dudas, el edificio más destacado de todo el centro, proyectado para alojar a los enfermos de gran poder económico que, al pagar cuotas más elevadas, podían disfrutar de más comodidades. Tuvo tres etapas constructivas: primero los dos cuerpos extremos conocidos como los «chalets», entre los años 1901 y 1904. Más tarde se construyó el cuerpo central que une los dos edificios, que acabó en 1908. Domènech i Montaner hizo participar en la construcción de este pabellón a algunos de sus colaboradores principales: Luis Bru, que ya intervenía en el complejo, el esgrafiador Juan Paradís, el ebanista José Prat, de la calle de Ferlandina de Barcelona, los especialistas en vitrales Rigalt, Granell y Cía.. y las casas de Barcelona, Santamaría, de luces, Escofet, de pavimentos hidráulicos, o los arrimadores cerámicos de la casa Pujol Bausis, de Esplugas de Llobregat.
El edificio consta de planta baja y tres plantas. La planta baja tiene los espacios comunes, sala, comedor y sala de billar, que están profusamente decorados y tienen espacios a doble altura. En la primera y segunda plantas, además de la planta baja, se sitúan las diferentes habitaciones, a las que se llega a través de galerías que, con ventanas abiertas al jardín, actúan de pasillos. En los extremos de las galerías están los cuartos de baño y los sanitarios comunitarios, que se complementan con los inodoros individuales que hay en cada una de las habitaciones. Los dormitorios y salas anexas conservan el mobiliario original. La tercera planta se utilizaba para instalaciones de servicios, como el guardarropa.
Algunos elementos ilustran el interés de Domènech en crear una arquitectura adaptada a la función: así, la escalera no tiene ojo central para evitar accidentes, y, allí donde es posible, las rejas son sustituidas por vidrieras con alma de hierro. El edificio se levanta sobre un zócalo de mampostería. El paramento de la fachada está construido con obra vista, mientras que se utiliza la piedra en los marcos de las oberturas y otros detalles decorativos, que se complementan con paneles cerámicos y trabajos escultóricos.
La fachada que se alza sobre el paseo central del recinto, orientada al oeste, está especialmente enriquecida con detalles arquitectónicos de raíz medieval, ángeles, pavos, elementos de heráldica y repertorio floral. Actualmente está fuera de uso e integrado en la Ruta del Modernismo de la ciudad, es el único pabellón que se puede visitar.

### Pabellones de Beneficencia y Pensionado de Tercera Clase
Estos dos pabellones responden a un mismo esquema de planta en forma de E. Los edificios se apoyan sobre un zócalo de mampostería. El resto de superficie de las fachadas está construida con obra vista, y con detalles de piedra en los encuaidos de las oberturas, guardapolvo, y pequeños detalles constructivos. Se reservan determinados espacios para situar paneles cerámicos decorativos, con un tratamiento diferenciado a los del resto de pabellones, diseñados por Josep Triadó, que representan alegorías al estudio y el trabajo, ángeles, y las virtudes teologales: fe, esperanza y caridad. Las fachadas acaban coronadas con paneles con los escudos de Cataluña y Reus, la Cruz de San Jorge, el emblema del Instituto Pedro Mata y la fecha de finalización del edificio, 1902.

### Pabellón de la Limpieza
Pensado como una gran nave diáfana y luminosa destinada al lavado y desinfección de la ropa de la institución. La fachada está formada por una sucesión de pilastras de obra vista, apoyadas sobre un zócalo de piedra, que sostienen 8 arcos rebajados, sobre los que reposa la cornisa del tejado. El interior es una nave de planta rectangular, y la cubierta, a doble vertiente, es soportada por amplios arcos compuestos de perfil apuntado, que actúan como arcos diafragma, correspondientes a las pilastras de la fachada. Es una obra destacada de la arquitectura industrial en Reus, y un precedente de la bodega que en 1913 construyó Domènech i Montaner en L'Espluga.

### Antigua vivienda del subdirector del centro y del capellán
Cuando Domènech i Montaner se retiró de la dirección de las obras del Instituto, le sucedió su hijo Pere Domènech i Roura, que ya venía ayudándolo desde hacía años en las obras de los pabellones, sobre todo en el Pabellón número 6. Se mantuvo fiel a la idea de su padre, y entre los edificios que proyectó destaca el pabellón de planta baja y piso, junto a la puerta principal del acceso al recinto, destinado a residencia del subdirector y del dueño del hospital. Es un edificio de viviendas plurifamiliar, construido en los años 1925 y 1926. De pequeñas dimensiones, respecto al resto de pabellones del complejo del Instituto Pedro Mata, Domènec Roura recoge las características generales de las fachadas del conjunto, el ladrillo, la cerámica vidriada y la piedra, y les aplica un cierto cambio estilístico, simplificando sensiblemente los modelos decorativos y adoptando un diseño más novecentista que aplica al conjunto. Domènec Roura también urbanizó el paseo central, con la escalinata, la fuente y el monumento al doctor Briansó, inaugurado en 1928.

### Valla
La valla de obra protege del exterior todo el recinto sanitario. La puerta principal, al este, combina el basamento de mampostería, los pilares de obra vista con detalles de piedra y cerámica vidriada y las rejas de hierro forjado. La puerta secundaria, conocida como Porta dels Carros, al sur, es decorada con paneles cerámicos con la representación de ángeles, leones rampantes, el escudo de Reus, el de Cataluña y el nombre del Instituto.

## Galería de fotos

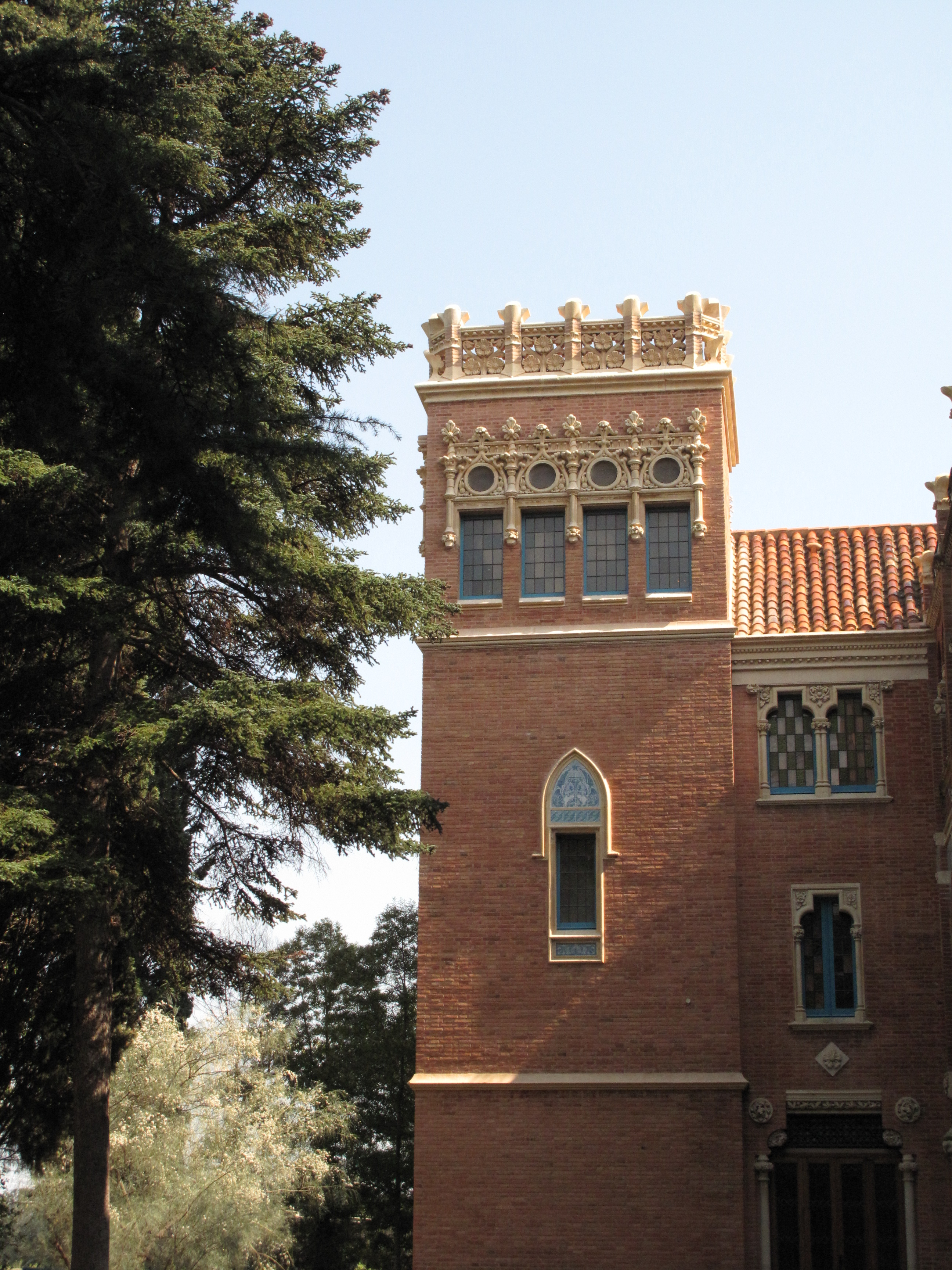
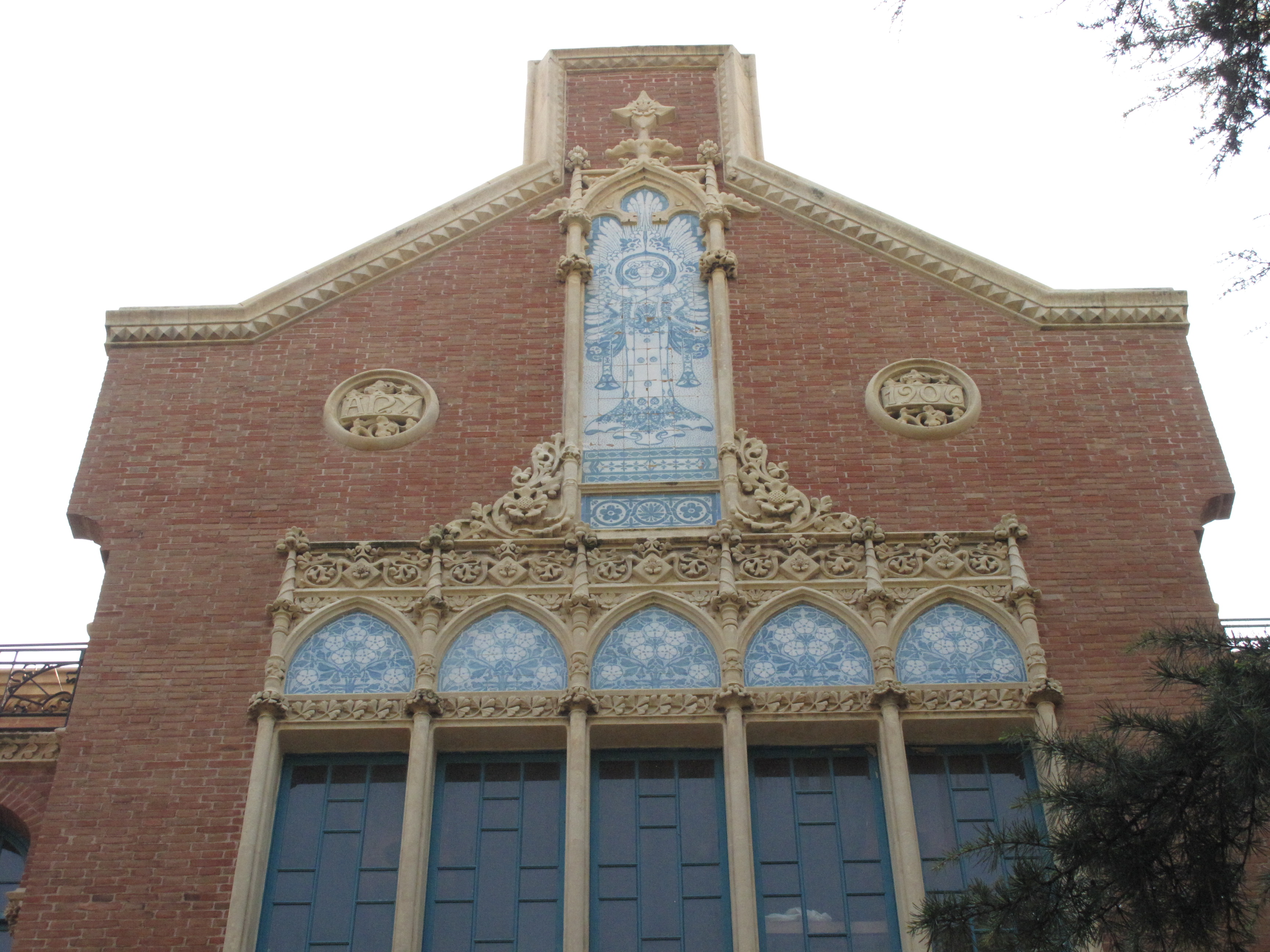
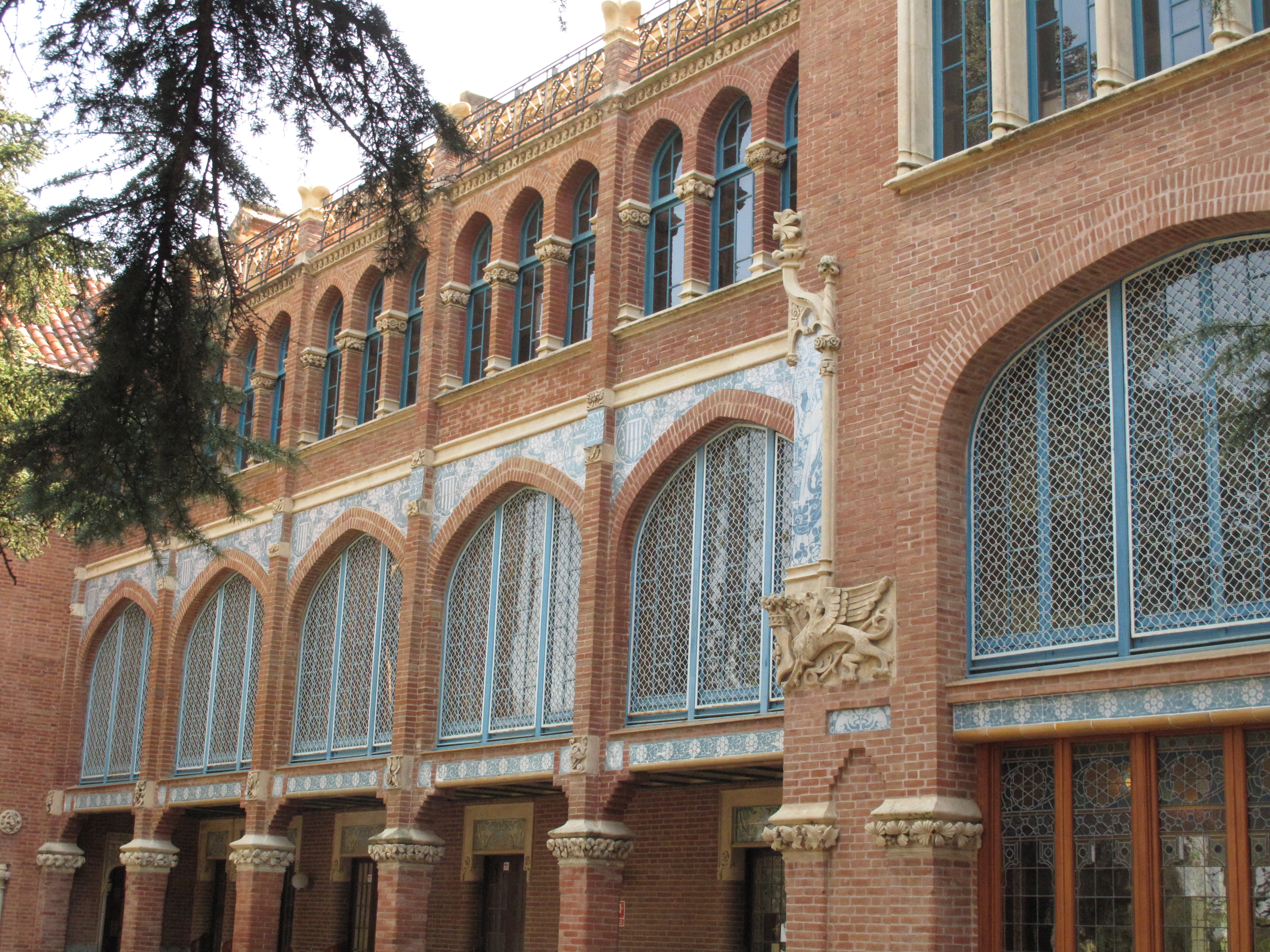
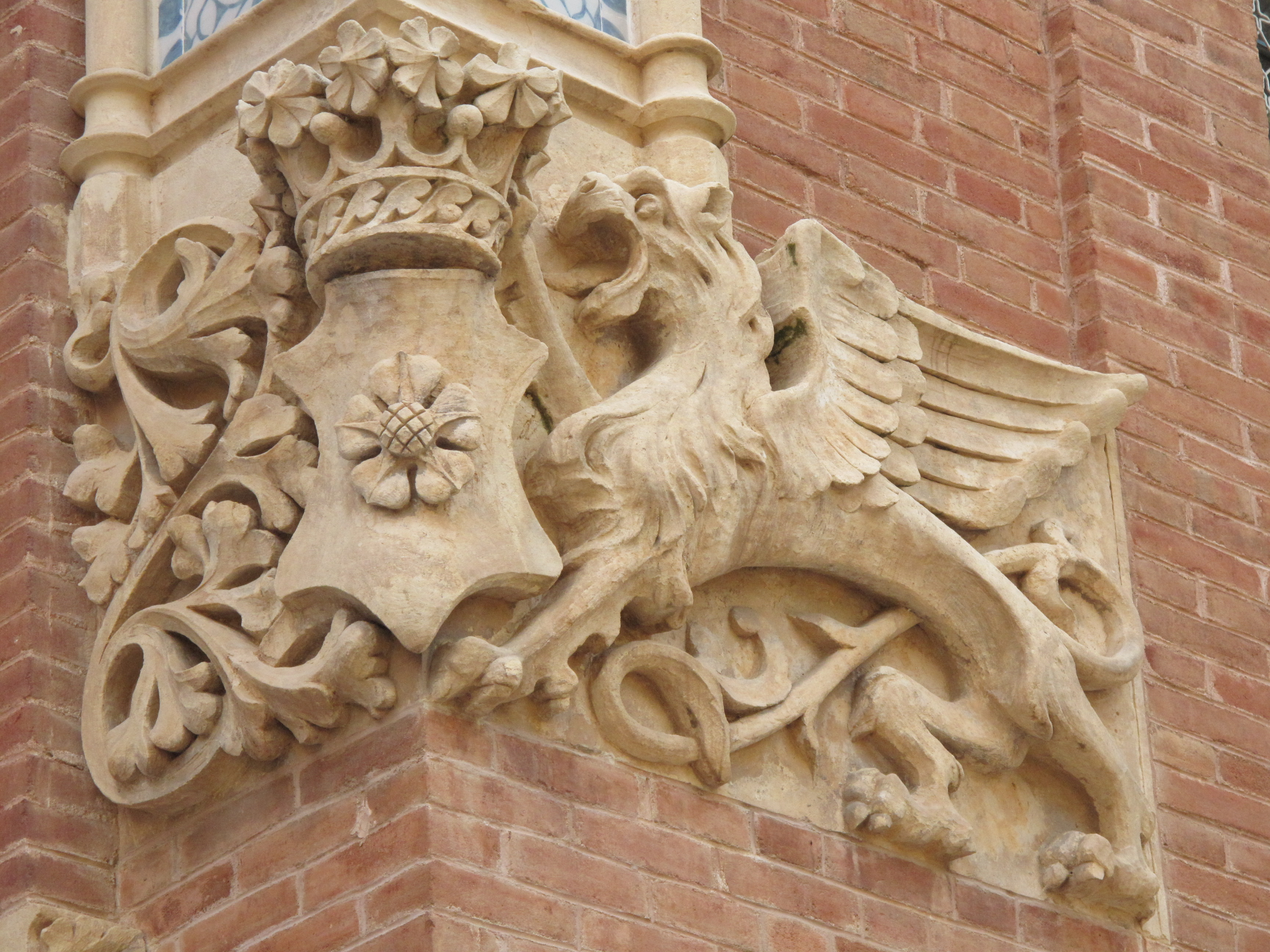
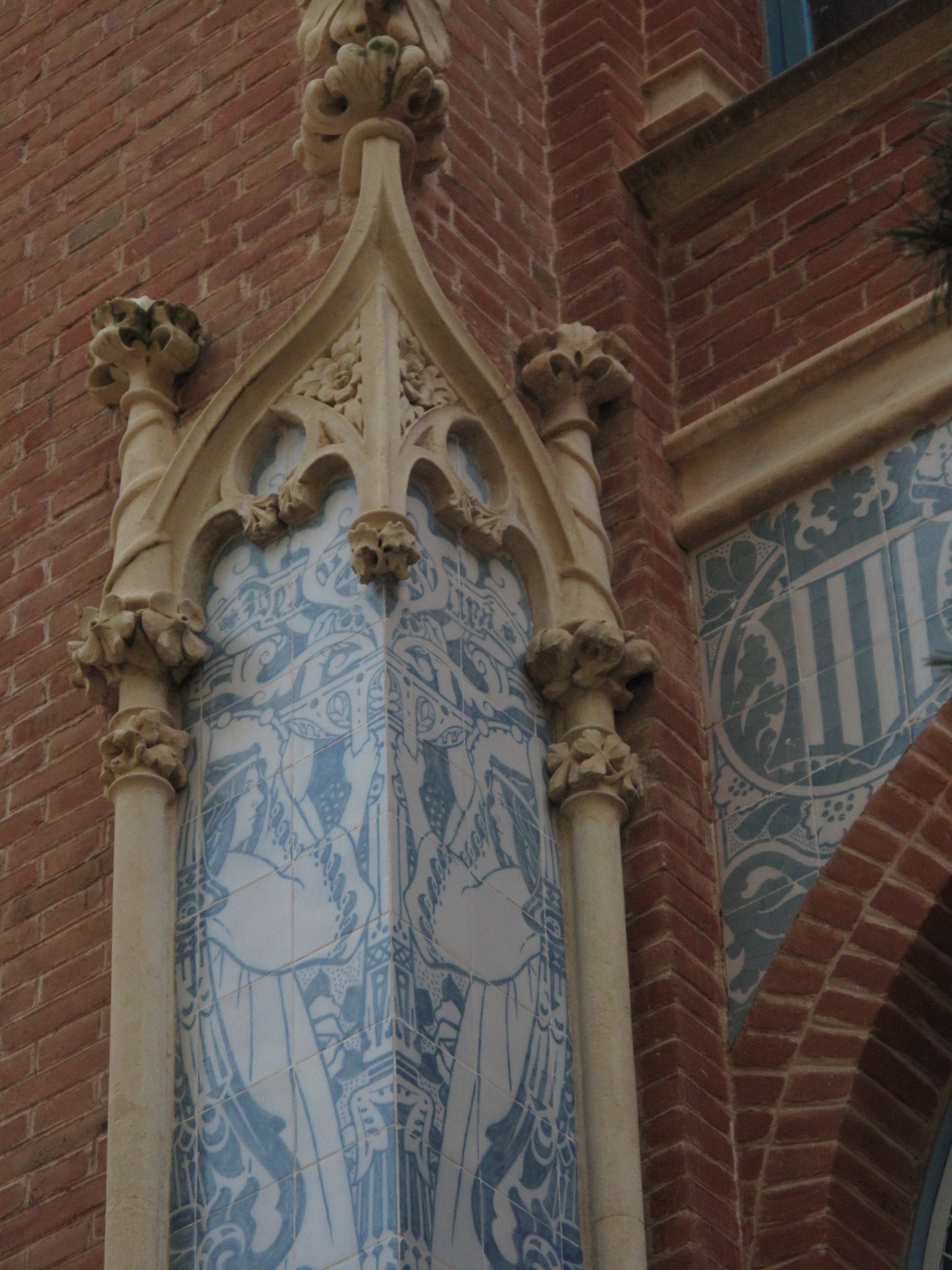
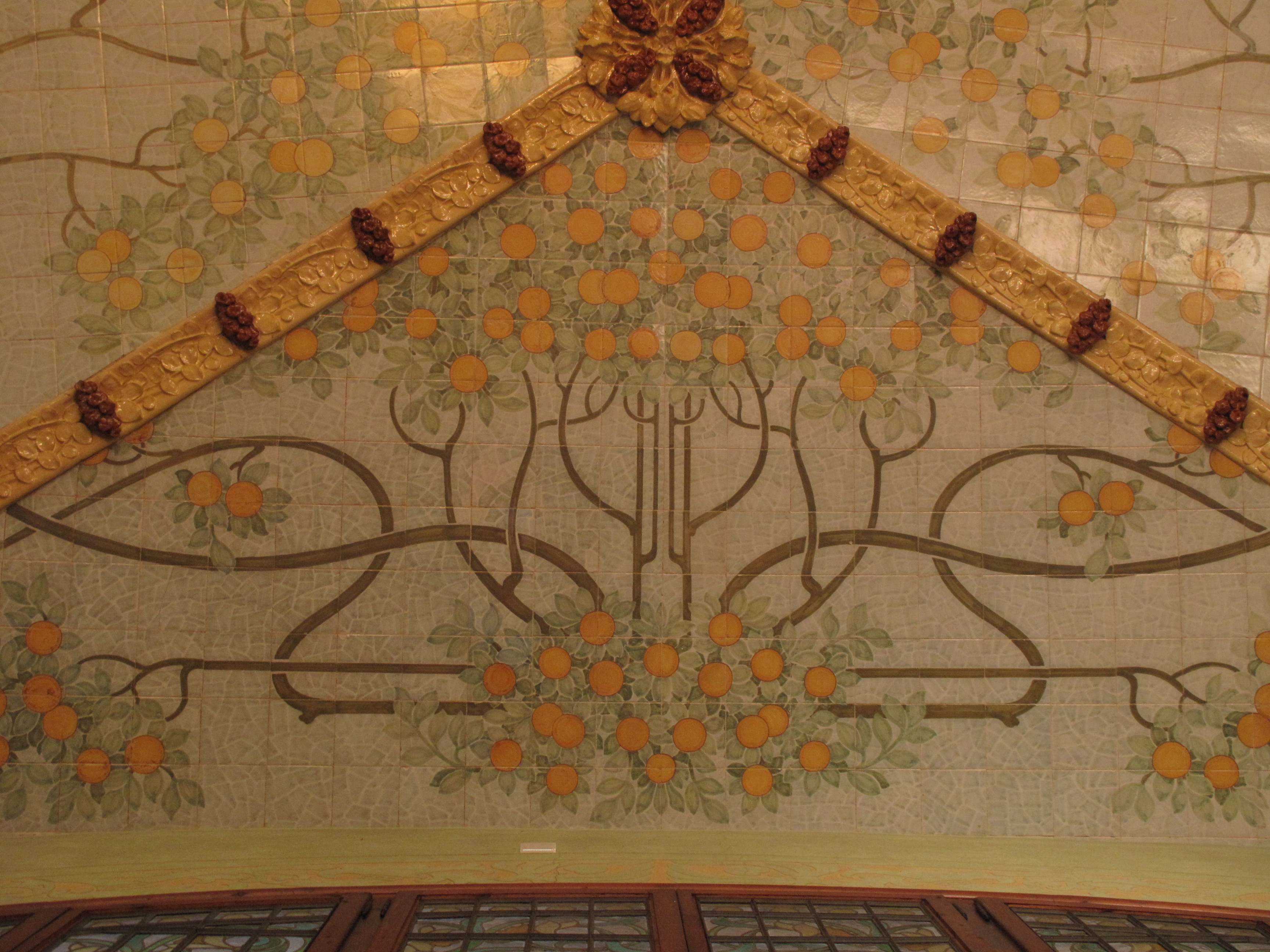
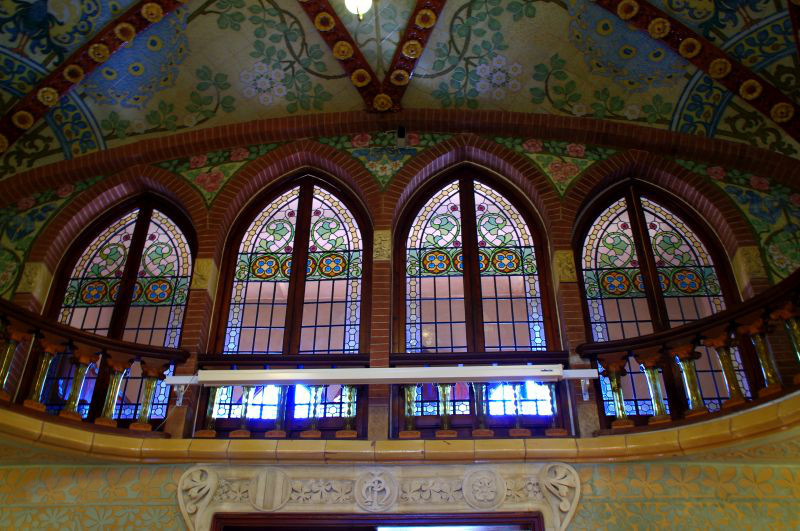
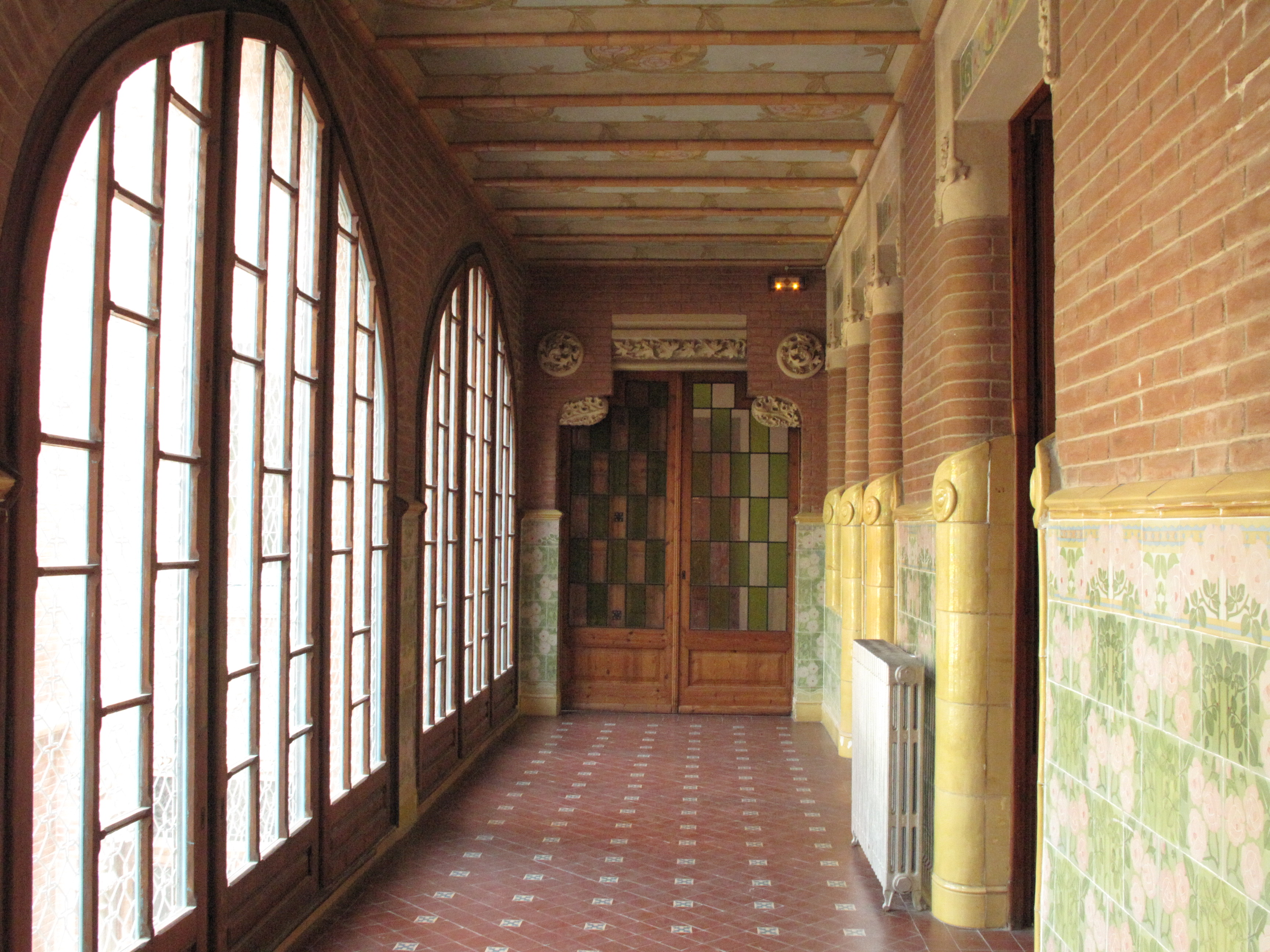
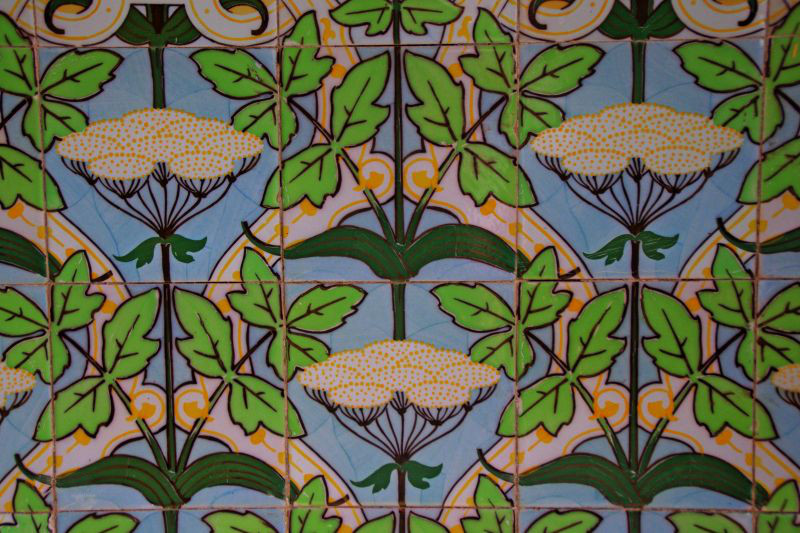
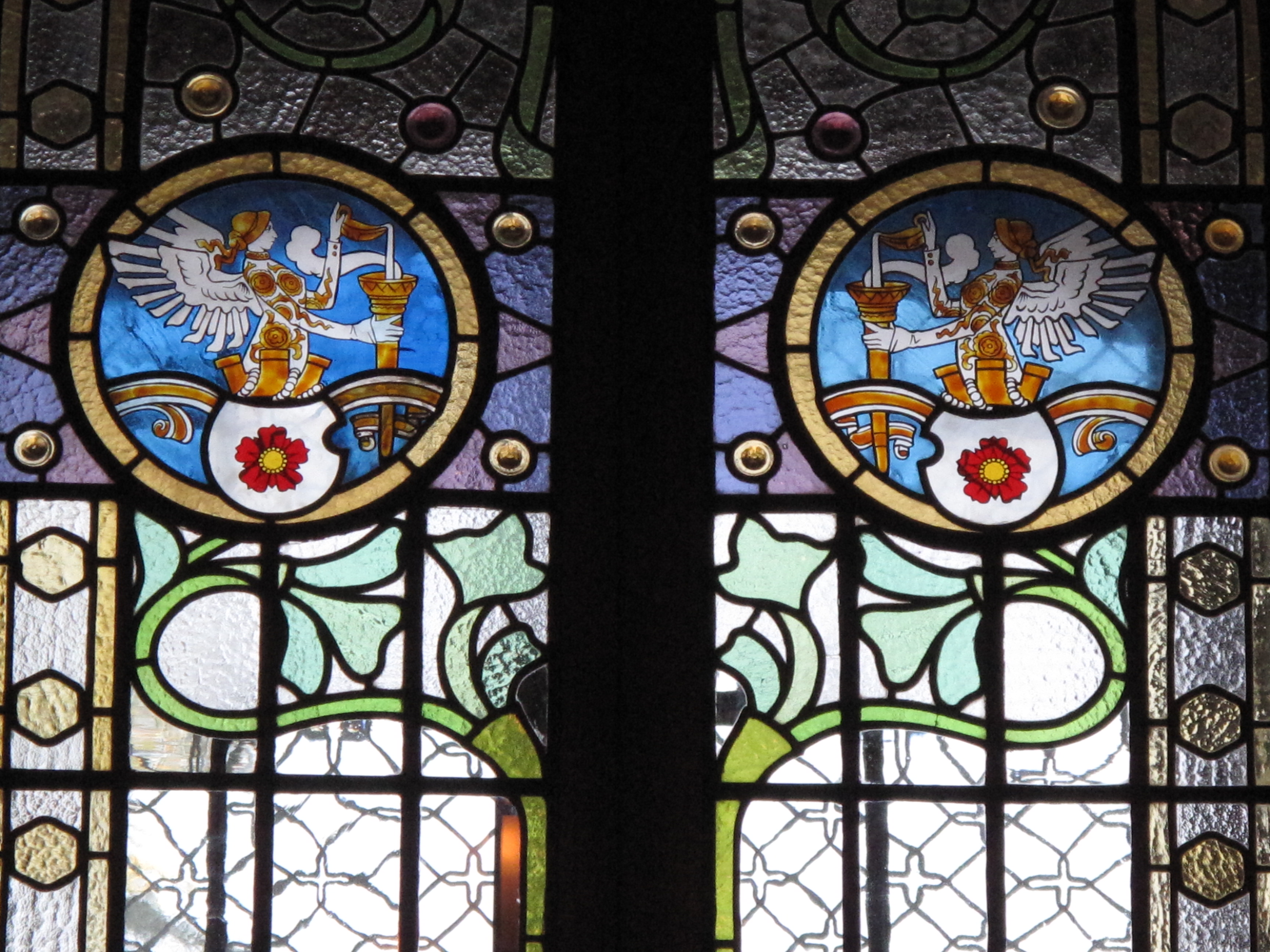
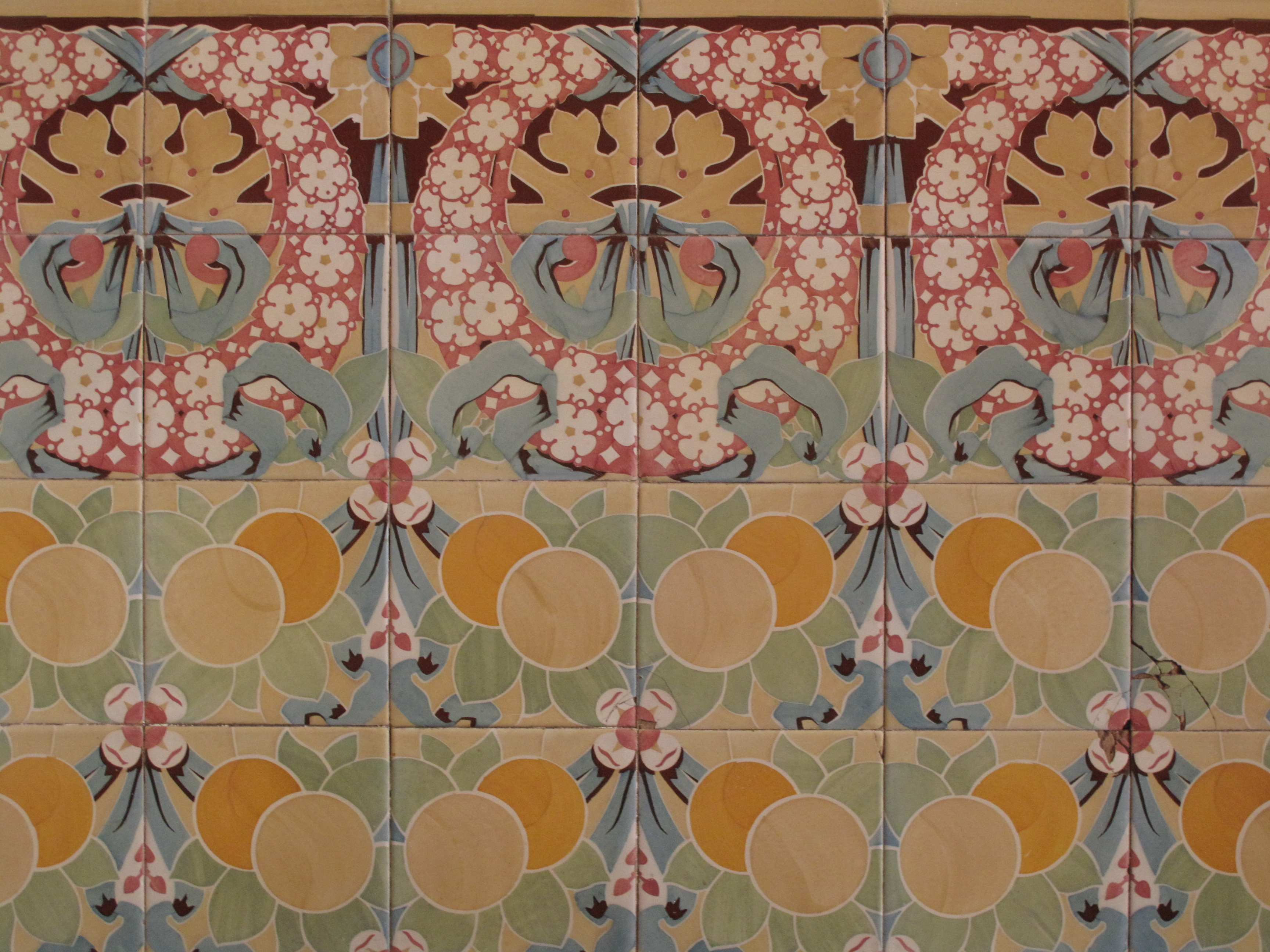
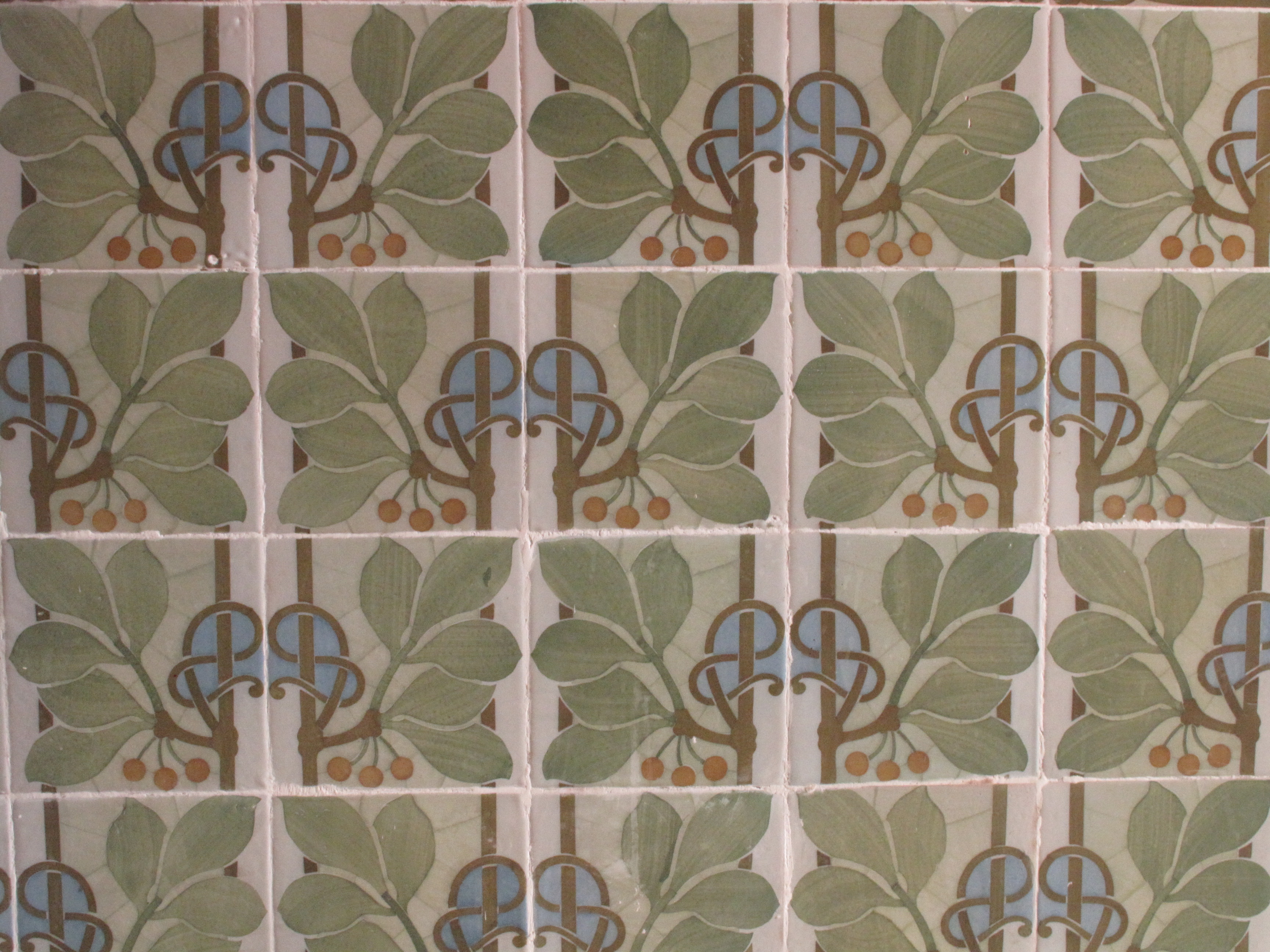
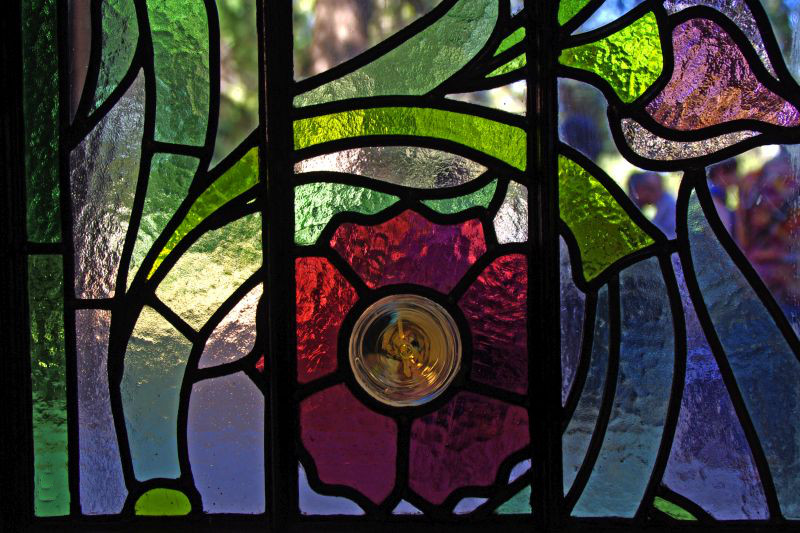
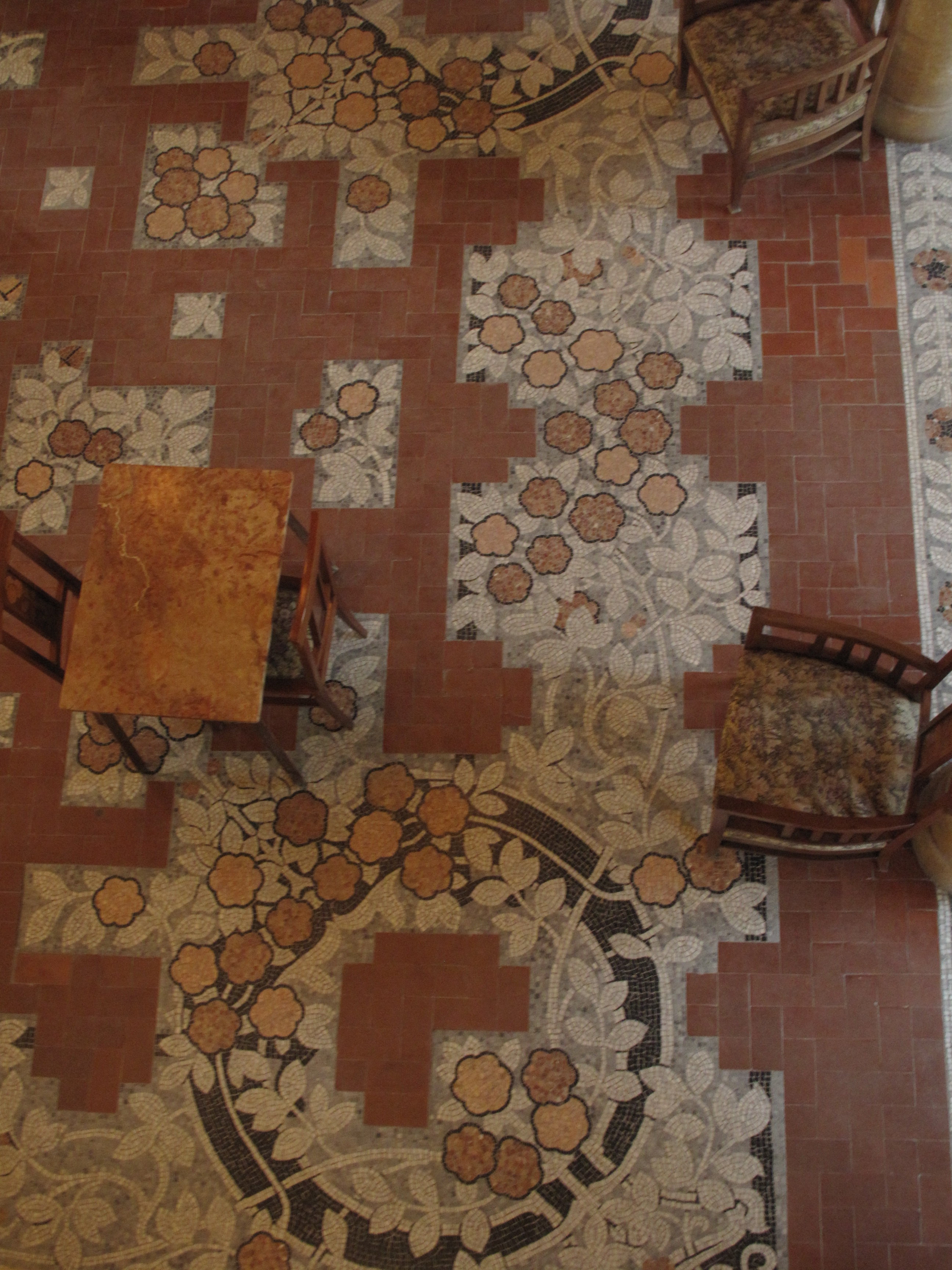
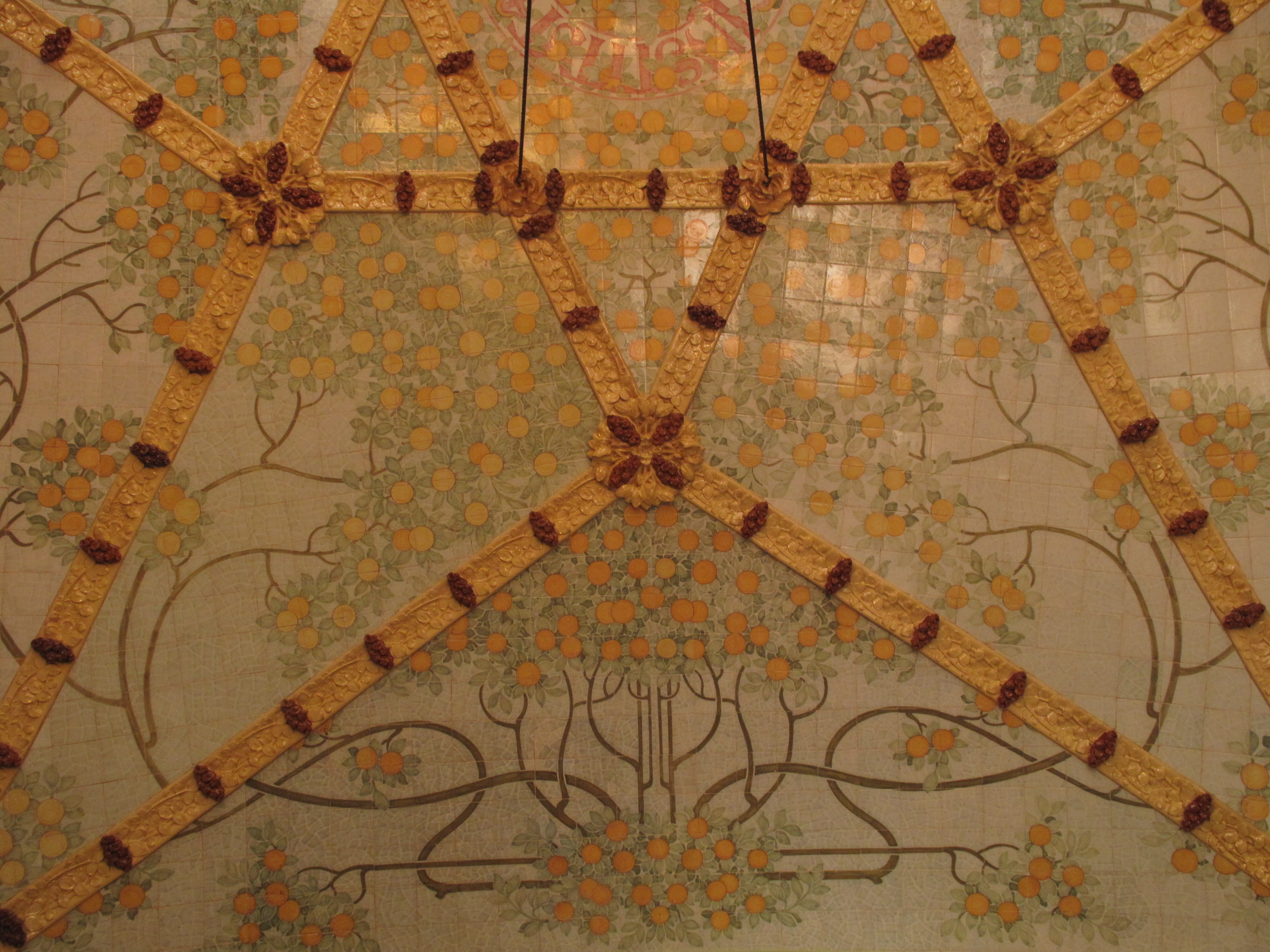
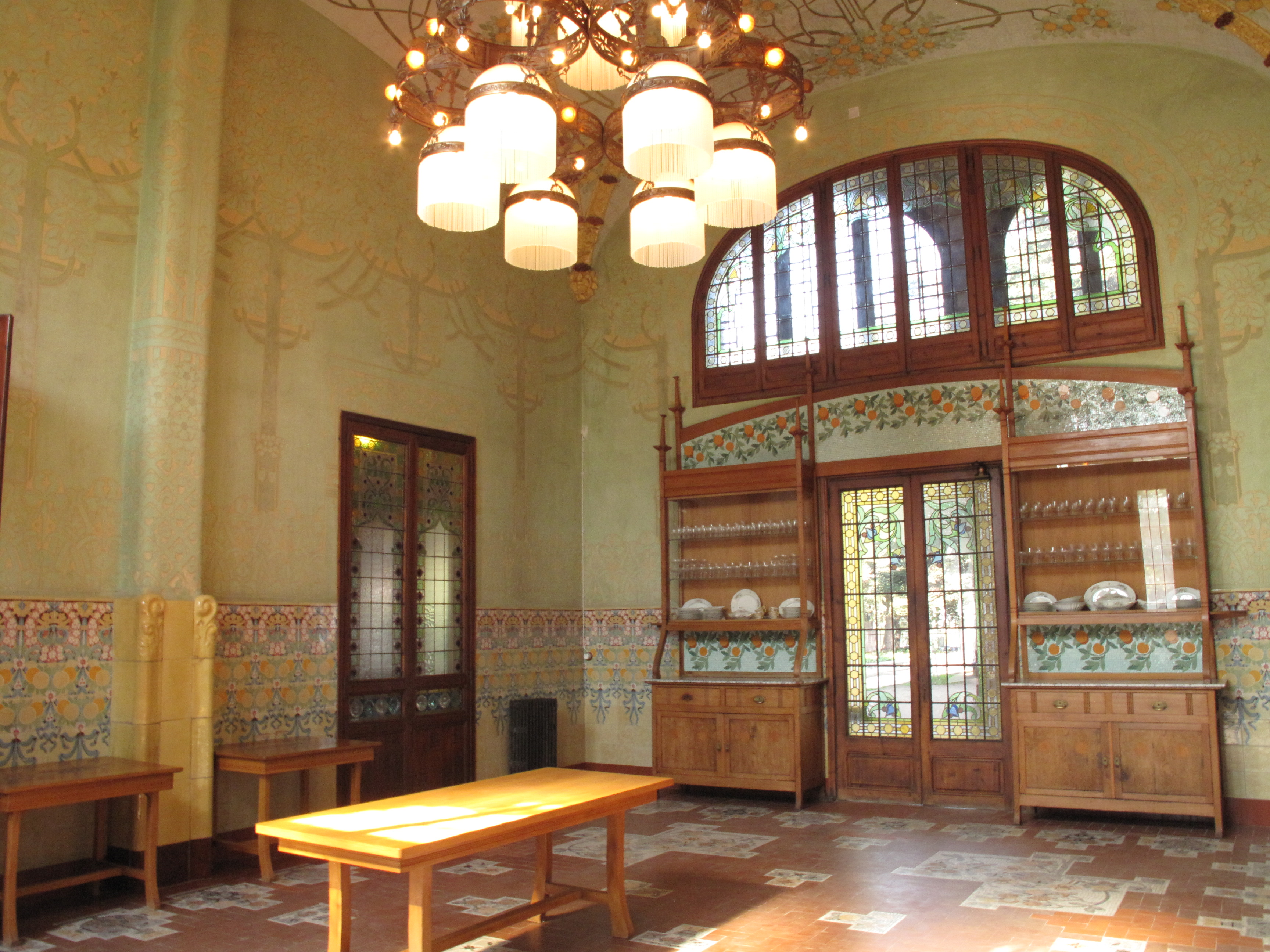
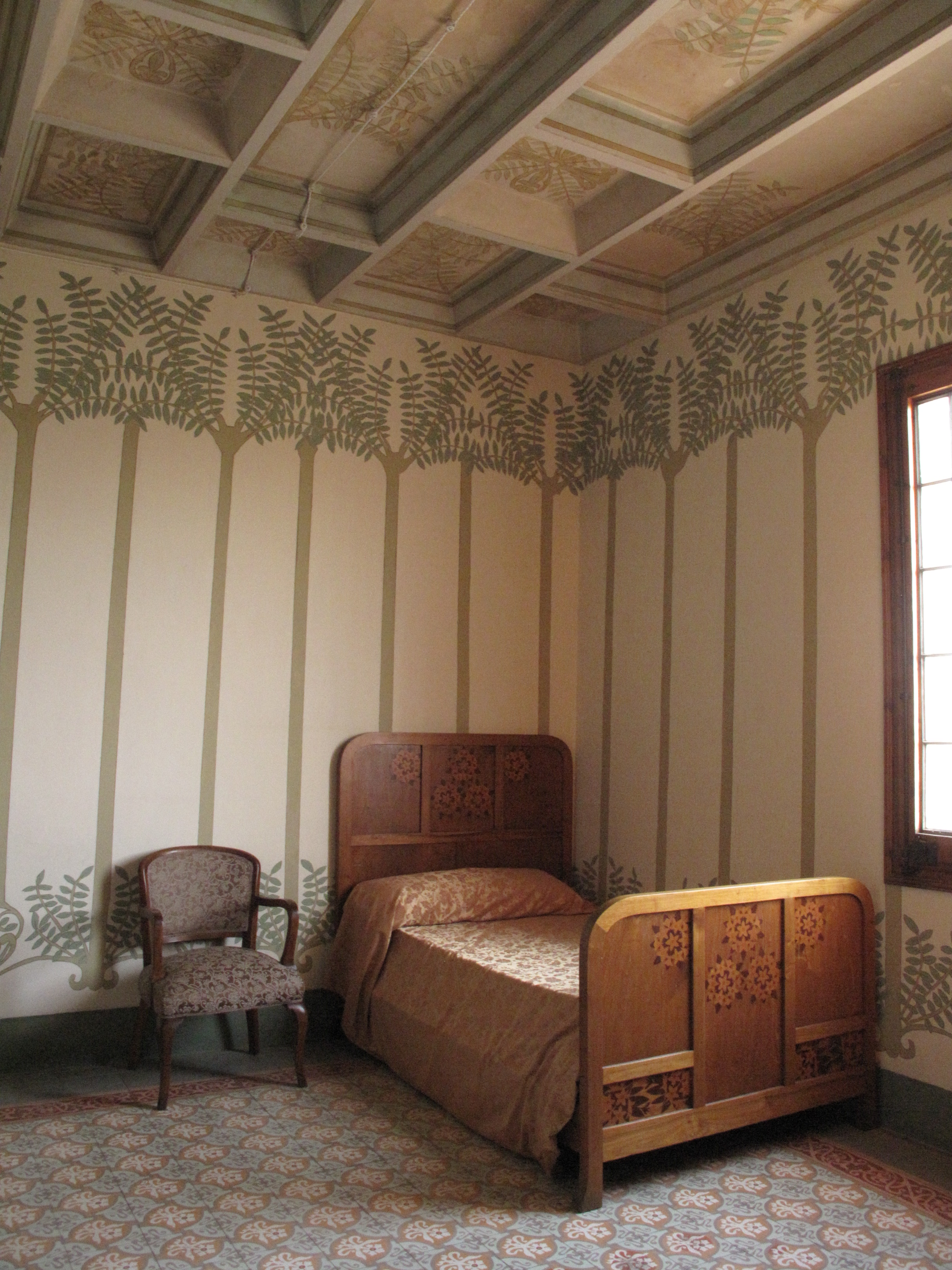
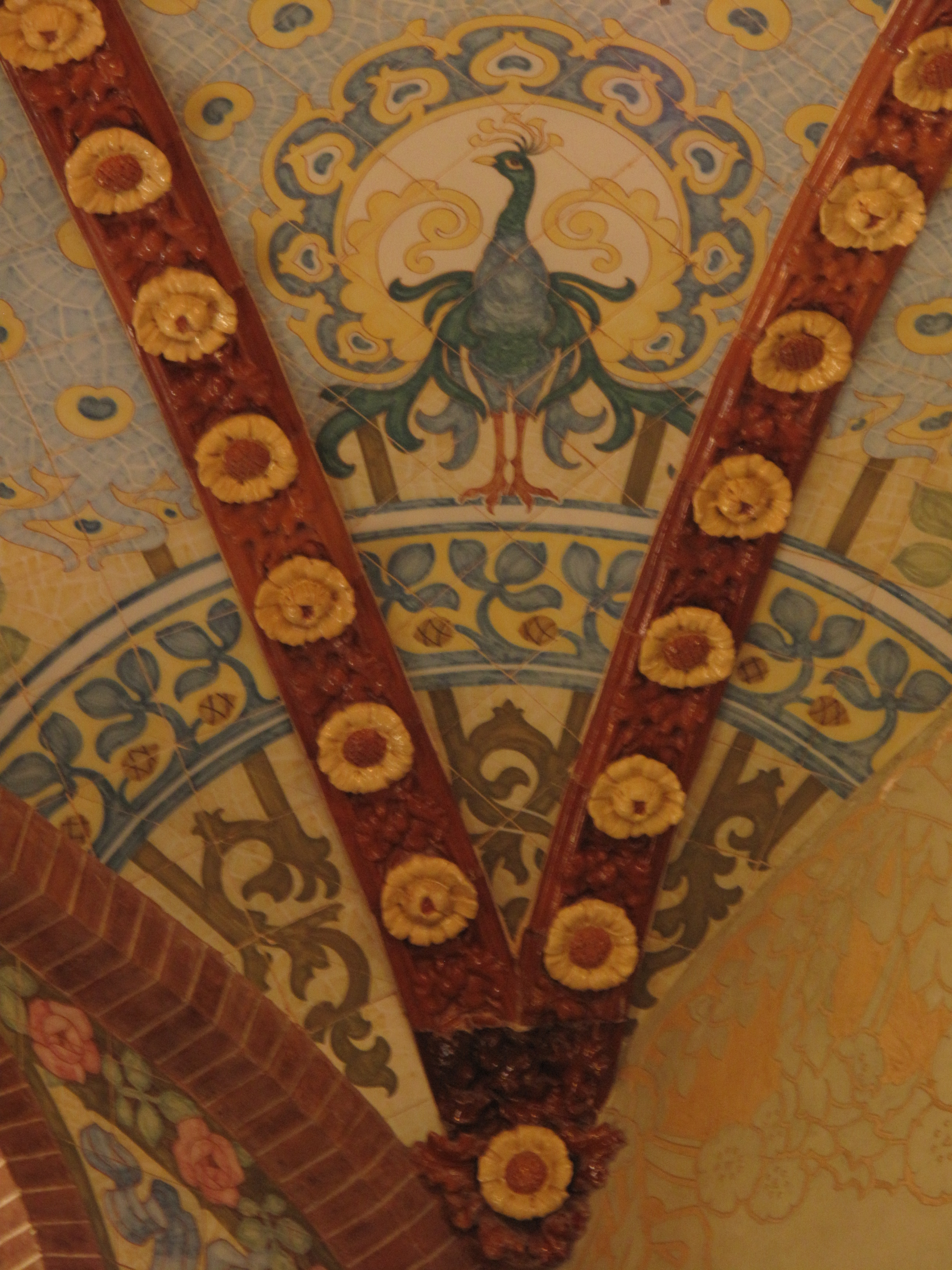
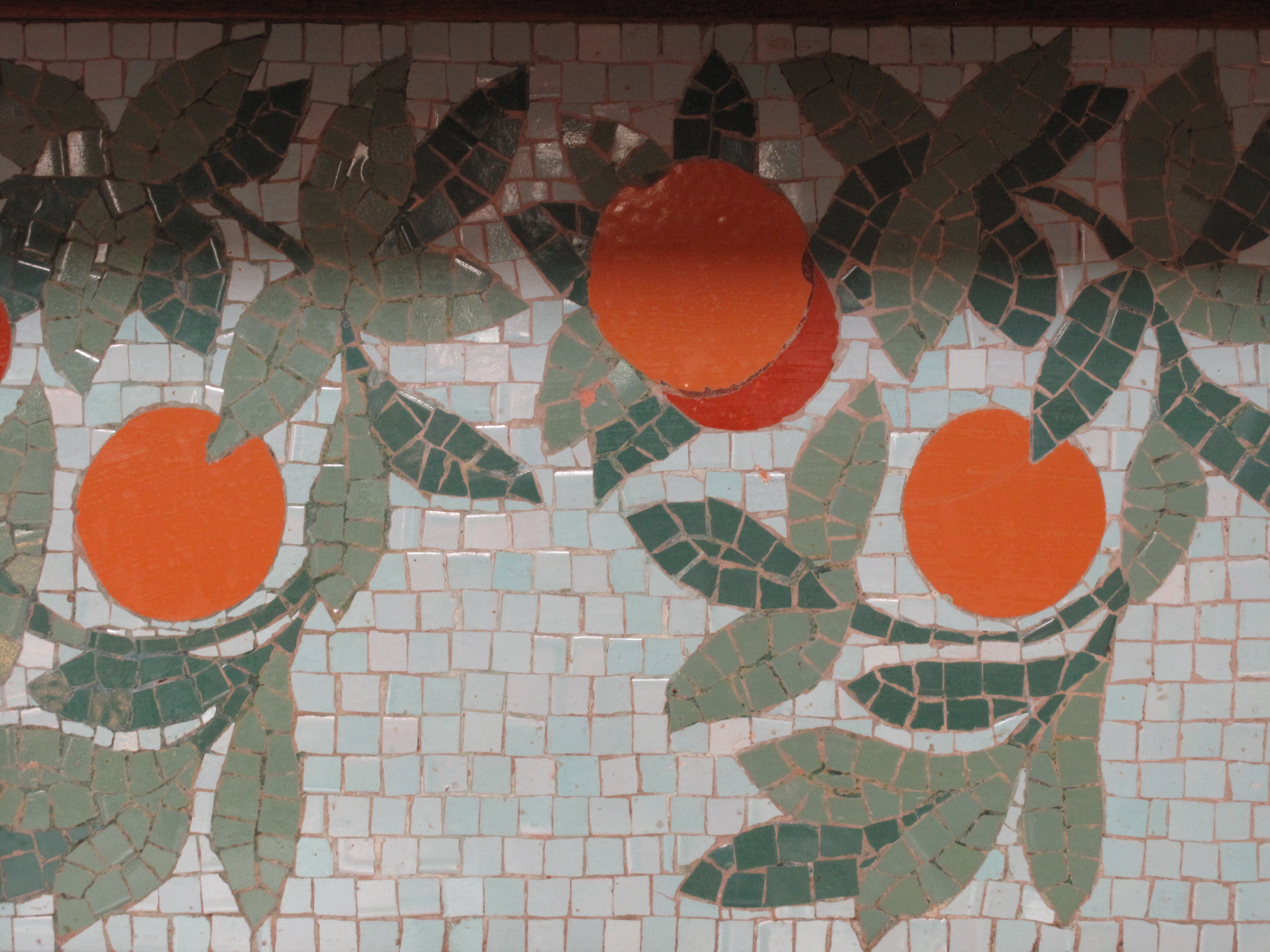
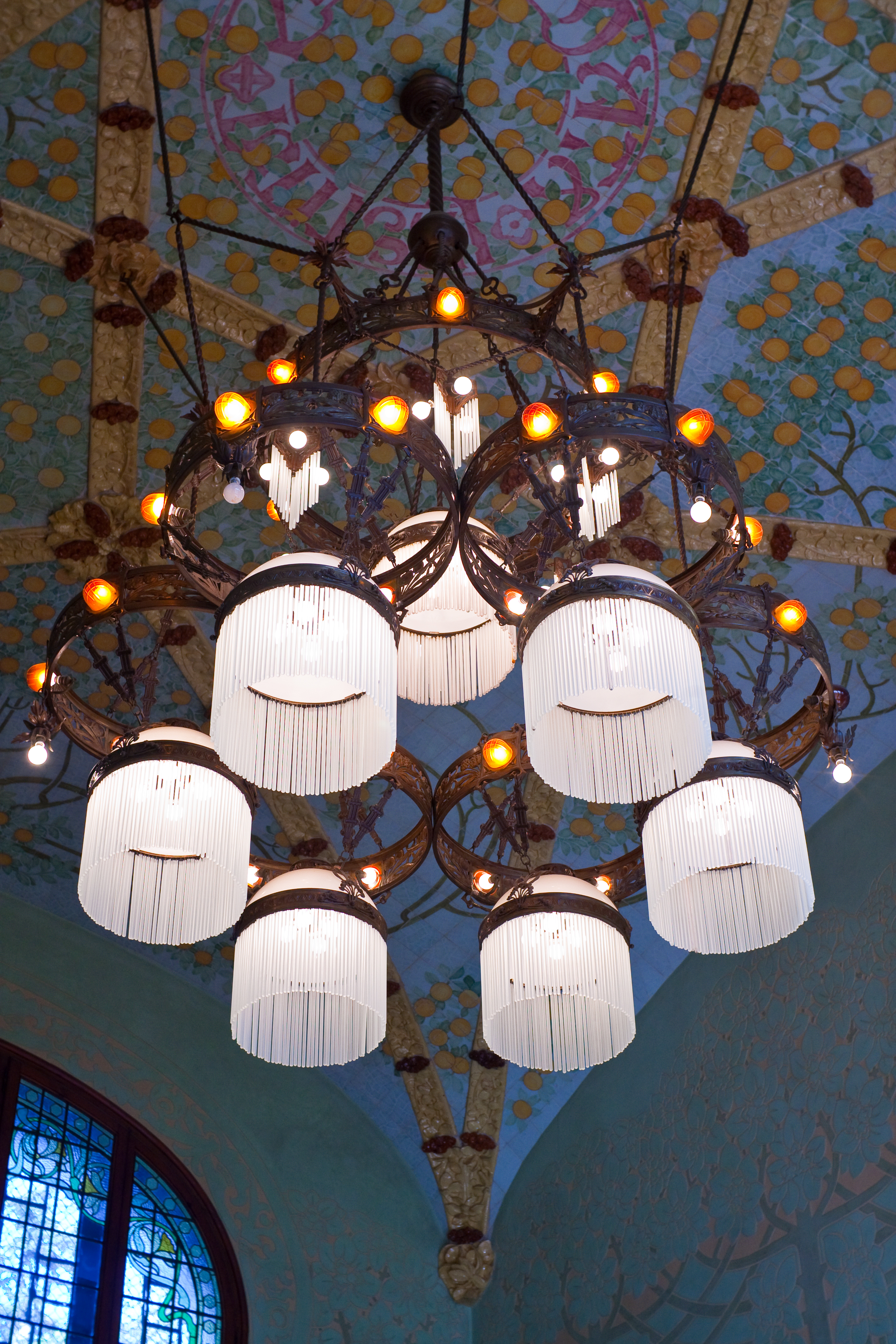
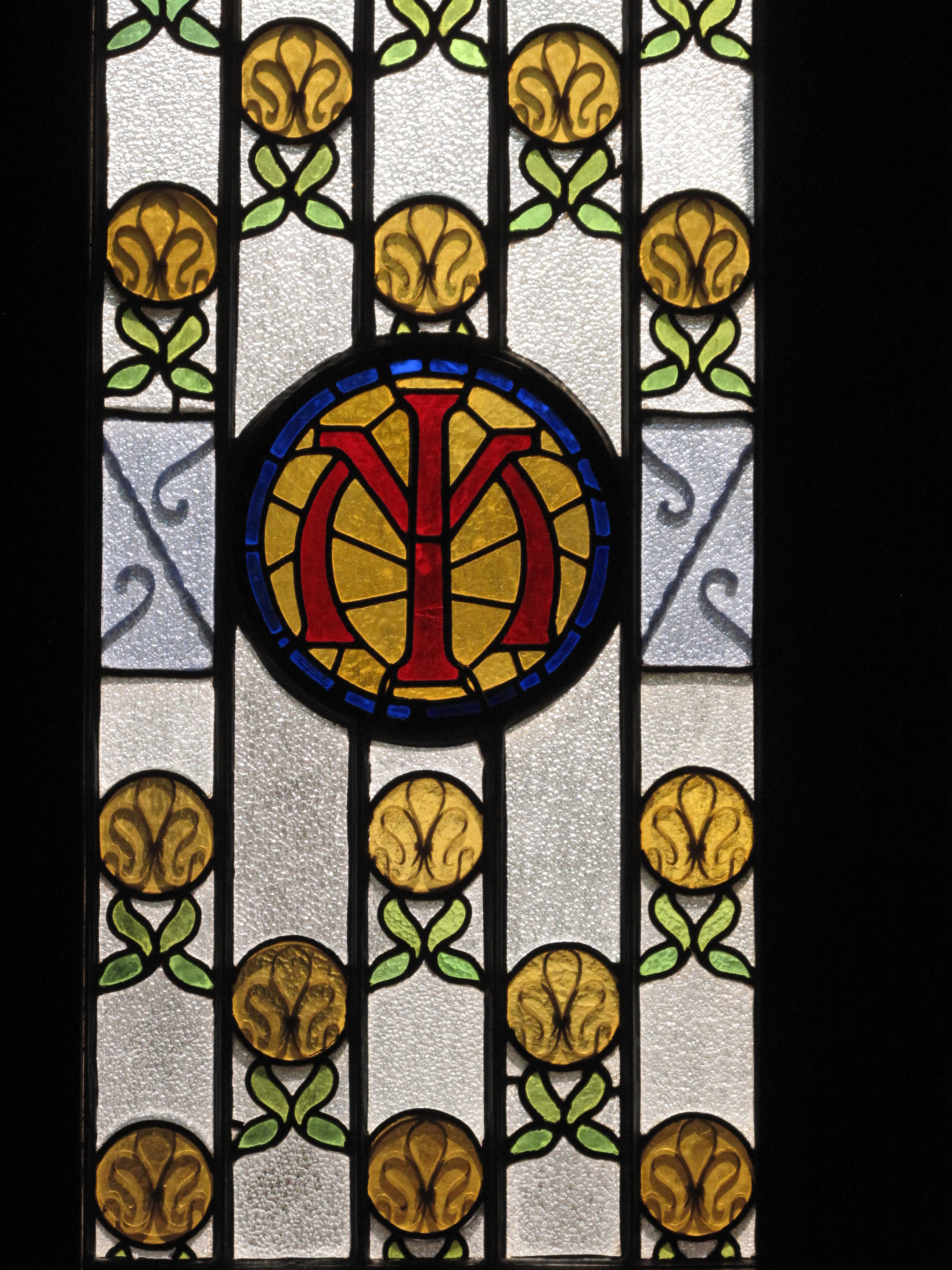